# 煉油廠

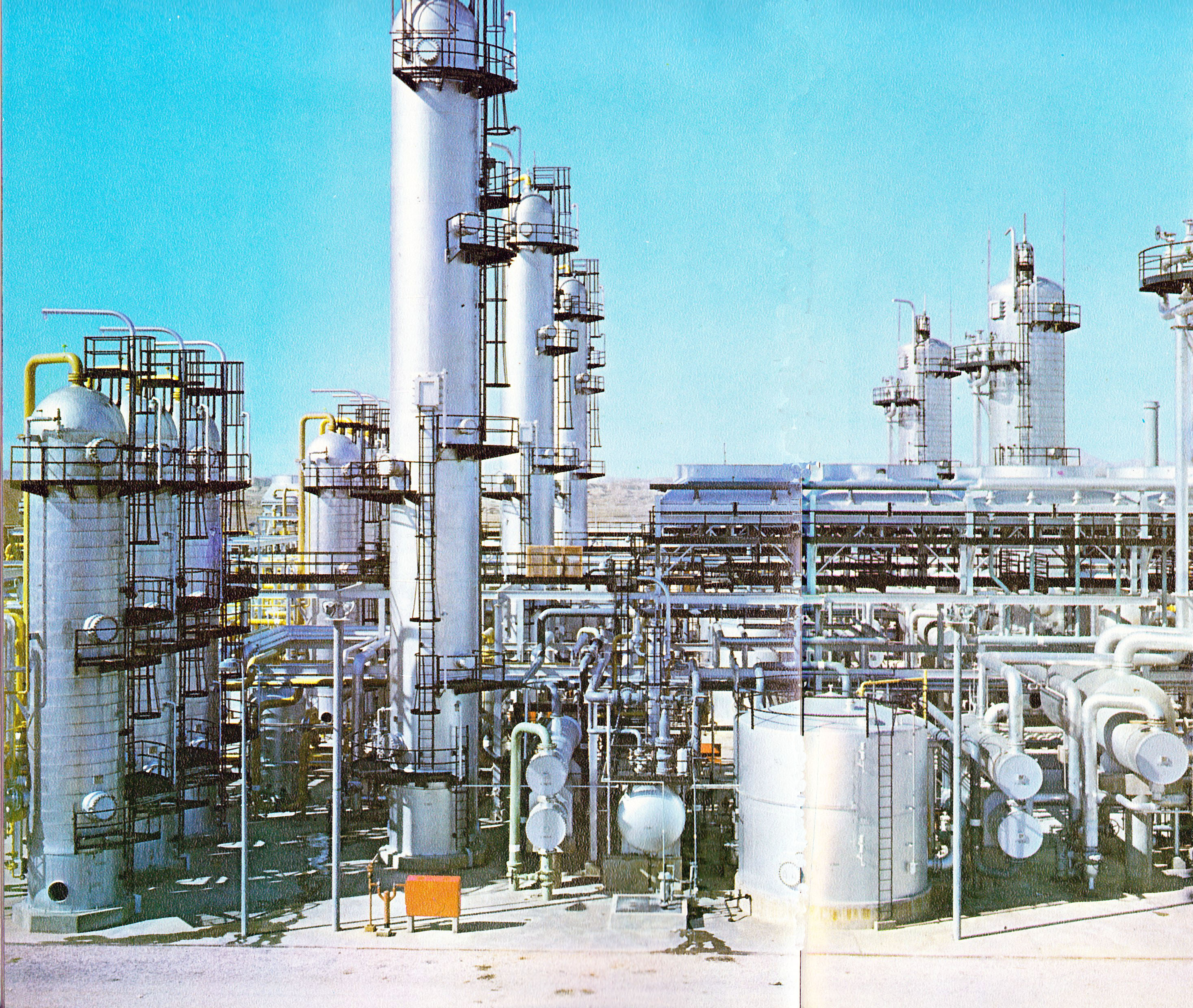
伊朗油田旁的的煉油廠。

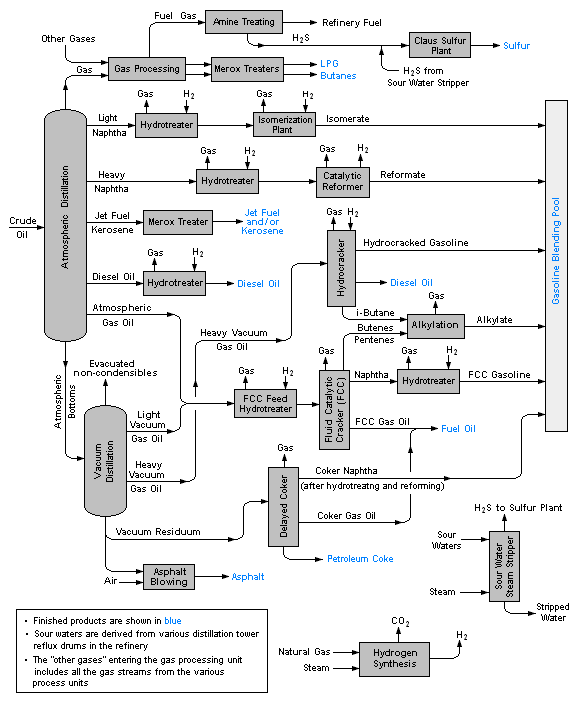
煉油過程

煉油廠（英語：Refinery）是一個處理提煉石油的工廠，將原油精煉過後分為許多各有用途的石油產物，例如汽油、柴油等燃料和化工产品。煉油廠中根据不同的油品有不同的装置进行加工，其中有蒸餾装置，催化装置，重整装置，加氢裂化装置等。蒸餾装置中，蒸餾塔是装置中重要的一种塔，形式可以是板式塔與填料式塔，主要作用是将经过预热并脱盐的原油，利用沸點的差異以及蒸餾塔底部較高溫的特點將物質分離。

## 過程
石油通過管道或油輪運到煉油廠。在那裡，用分餾法將其分離成具有相近沸點的產品之混合物。這些混合物被進一步處理後，生產出一系列燃料和大量的化學工業原材料。

## 主要石油產品
石油產品通常被分為三類：輕餾分油（液化石油氣、汽油、石腦油），中間餾分油（煤油、柴油），重餾分油與渣油（重燃料油、潤滑油、蠟、瀝青）。這種分類是根據蒸餾原油的製程。
- 液化石油氣 (LPG)(液化石油氣的成分大抵為丙烷與丁烷，藉由壓力液化之後加以儲存與運送)
- 汽油(petrol / gasoline)
- 石腦油(naphtha)
- 煤油與航空燃油(kerosene)
- 柴油(diesel oil)
- 燃料油(fuel oil)
- 潤滑劑(lubricating oils and waxes)
- 石蠟(paraffin)
- 沥青與焦油(bitumen)
- 石油焦(petroleum coke)
- 硫磺(sulphur)

煉油廠也生產許多中層產品，如氫、輕質碳氫化合物、重整油、高溫裂解油。這些產品通常不經長途運輸，而是直接當場進一步處理，因此化學廠時常設在煉油廠旁。例如：輕質碳氫化合物在乙烯廠蒸汽裂解，將產出的乙烯聚化產生聚乙烯。

## 分类
炼油厂按主要炼油产品可分为：
- 燃料油型炼厂
- 燃料润滑油型炼厂
- 燃料化工型炼厂
- 综合型炼厂。

## 工业生产
2016年數據顯示世界第一煉油大國是美國共有煉廠121座，總煉油能力達到9.05億噸/年，以滿足其龐大的汽車和航空市場每日需求，排名第二的是中國以49座煉廠、4.15億噸/年產量，但此統計不包含中國眾多的民營地方煉油企業，其地方煉油產能未有公開調查數據。後八名是俄羅斯、印度、日本、韓國、沙烏地阿拉伯、德國、義大利和伊朗，構成世界煉油前十強。
煉油廠單廠平均裝機密度最高的是新加坡和韓國，新加坡僅有三座廠但平均每座有2240萬噸/年，韓國僅有五座廠但每座平均達到2959萬噸/年，軍事專家認為高單廠量的密集產業政策有戰略風險，因為只要一座廠被攻擊就會導致全國煉油能力下降一大比例，例如沙特2019年9月一座煉油廠被胡賽武裝攻擊造成全球油價波動，然而沙特還並不算是高單廠量的規劃國家。
中東地區最大煉油廠也是世界最大單一煉油廠為2019年10月完工的一带一路專案中該年最大項目-科威特巨型煉油廠，中国石化承建比工期提前40天交付工期共三年，有六套重型煉油設備，成為中東最大煉油廠，能讓科威特每年增產3150萬噸石油。之前的中東最大煉油廠是沙特阿美石油公司旗下的布盖格煉油廠。

## 外部連結
- Searchable United States Refinery Map （页面存档备份，存于）
- Interactive map of UK refineries
- Complete, detailed refinery description （页面存档备份，存于）
- Petroleum Refinery Planning and Optimization Using Linear Programming
- Student's Guide to Refining
- Global refinery shortage shifts power balance （页面存档备份，存于）
- Ecomuseum Bergslagen - history of Oljeön, Sweden
- Detailed refinery description
- Fueling Profits: Report on Industry Consolidation （页面存档备份，存于） (publication of the Consumer Federation of America)
- Price Spikes, Excess Profits and Excuses （页面存档备份，存于） (publication of the Consumer Federation of America)
- Refinery study （页面存档备份，存于）
- Basics of Oil Refining （页面存档备份，存于） Overview of crude oil refining process
- Basics of Oil Refining Overview of crude oil refining process with focus on Canadian crude oil
- Refinery Animations & Videos Oil Refinery Process Animations,Videos & 360 Degree Views